# Korab
Korab je gorski masiv na jugozahodu Balkanskega polotoka, katerega najvišji vrh, Veliki Korab (albansko Maja e Korabit; makedonsko Голем Кораб – Golem Korab), 2764 mnm, leži na meji med Albanijo in Severno Makedonijo v bližini tromeje s Kosovom ter predstavlja najvišjo točko obeh držav. Poleg Mont Blanca je eden od dveh vrhov v Evropi, ki je hkrati najvišja točka več kot ene države. V obdobju Jugoslavije je bil drugi najvišji vrh te države za Triglavom (natanko 100 m nižji). Na severovzhodu ga rečne doline ločujejo od Šar planine, na jugovzhodu pa od Bistre planine.
Območje je znano po ohranjeni naravi in kot življenjski prostor velikih evropskih sesalcev. Del masiva je na makedonski strani zavarovan v sklopu narodnega parka Mavrovo, albanski pa v sklopu naravnega parka Korab–Koritnik.
Vrh Veliki Korab je kljub višini lahko dostopen. Zaradi dejstva, da gre za mejno območje, je za vzpon z makedonske smeri treba pridobiti posebno dovoljenje.